# Елшани
Елшани (Јелшани, мкд. Елшани) су насеље у Северној Македонији, у југозападном делу државе. Јелшани припадају општини Охрид.

## Географија
Насеље Елшани је смештено у крајње југозападном делу Северне Македоније. Од најближег града, Охрида, насеље је удаљено 14 km јужно.
Елшани се налазе у историјској области Охридски крај, која се обухвата источну и североисточну обалу Охридског језера. Насеље је смештено изнад источне обале Охридског језера, на омањој заравни, а источно од њега се стрмо издиже планина Галичица. Надморска висина насеља је приближно 880 метара.
Клима у насељу, и поред знатне надморске висине, има жупне одлике, па је пре умерено континентална него планинска.

## Историја
- Рани 13. век: појављује се први писани траг о Елшанима;
- 1395.: Елшани падају под власт Османлија;
- 1408.: изграђена Црква Светог Илије;
- Крај 19. века: Елшани имају 240 становника;
- 1912.: село ослобођено од Османлија;
- 1915.: село је под бугарском војном окупацијом током Првог светског рата;
- 1918.: Елшани улази у састав Краљевине СХС
- 1941.: Италијанска фашистичка окупација у оквиру тзв. „Велике Албаније“;
- 1943.: Бугарска окупација;
- 1944.: Елшани улазе у састав Социјалистичке Републике Македоније.

## Становништво
Елшани су према последњем попису из 2002. године имали 590 становника.
Већину становништва чине етнички Македонци (100%).
Већинска вероисповест је православље. Најстарија црква потиче из 1408. године. У селу постоје два сркве: Главна црква, Црква Светог Илије (обновљена 1859, живописана 1944) и Црква Светог Мине (изграђена 1994). КПоред тога, постоји и Капела Свете Петке од 1947.

## Привреда
Вековима се становници Елшана баве сточарством, но последњих неколико деценија ова делатност замире.
У данашње време, становништво се више бави туризмом и другим сродним делатностима. Добро су развијене услужне делатности: трговина, угоститељство и саобраћај.